# Straton von Lampsakos

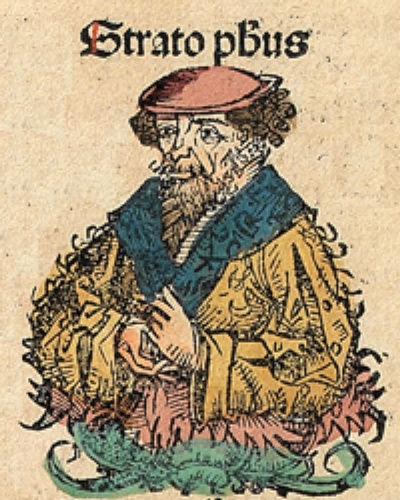
Phantasiedarstellung Stratons in der Nürnberger Chronik Hartmann Schedels

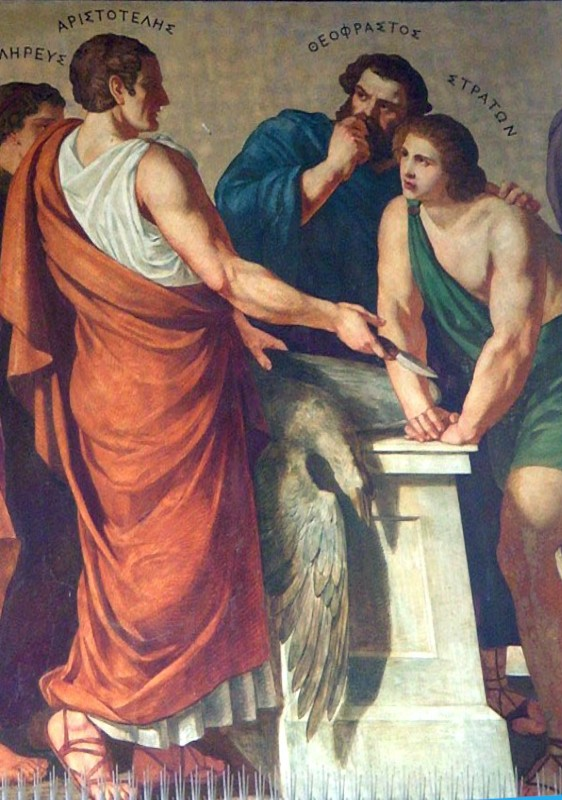
Aristoteles mit seinen Schülern Theophrastos und Straton, Fresko von Eduard Lebiedzki, ca. 1888

Straton von Lampsakos (griechisch Στράτων Strátōn; * um 340 v. Chr.; † um 268 v. Chr.) war ein antiker griechischer Philosoph.

## Leben
Straton leitete nach dem Tod seines Vorgängers Theophrastos von Eresos ab 288/287 das von Aristoteles begründete Athener Lyzeum (Peripatos) und war Erzieher des späteren Königs Ptolemaios II. Philadelphon in Alexandria. Im Unterschied zu den meisten zeitgenössischen Philosophen, bei denen die Ethik im Zentrum des Interesses stand, beschäftigte er sich vor allem mit physikalischen Fragen, was ihm den Beinamen „der Physiker“ eintrug. Von ihm sind mehr als 40 Schriften überliefert, aber nur wenige Fragmente oder Berichte sind erhalten. Zu seinen Schülern zählte u. a. Aristarchos von Samos.

## Werk
Straton bemühte sich um die Verbesserung und Erweiterung der Werke von Aristoteles und Theophrastos zu verschiedenen Themen. Seine bedeutendsten Beiträge leistete Straton zur Bewegungstheorie und zur Frage der grundlegenden physikalischen Struktur der Welt. So erkannte er, dass sich fallende Körper beschleunigen, während Aristoteles noch von einer unbeschleunigten Bewegung ausgegangen war; damit näherte sich Straton bereits den von Galileo und Newton erkannten Gesetzmäßigkeiten des Freien Falls an, ohne sich mit seinen Ansichten allerdings gegen die Autorität des Meisters Aristoteles durchsetzen zu können. Straton führte – vermutlich unter dem Einfluss Epikurs – die Teilchentheorie der Materie in die Naturphilosophie der Peripatetiker ein und vertrat eine Teilchentheorie des Lichts.
Straton lehrte auch, dass alle Körper ein je nach Stoff unterschiedliches Maß an Leere (Vakuum) enthalten, woraus sich die jeweiligen Gewichtsunterschiede ergäben. Als Demonstration für die Existenz des Vakuums – das er gegen Aristoteles vertrat – führte er Experimente durch.
Ihm wird auch nachgesagt, eine atheistische Naturphilosophie vertreten zu haben, die die Natur als Mechanismus begriff, in der transzendente Einflüsse wie Gottheiten keine Rolle spielten. Daher lehnte er philosophische Vorgaben für die Wissenschaft und metaphysische und theologische Erklärungen von Naturphänomenen ab. Methodologisch vertrat er einen strikten Empirismus, also Beobachtung, Experiment und Einfachheit der Theorie, die sich nur auf das „Wie“ der Naturvorgänge bezieht und nicht auf ein hinter den Dingen verborgenes „Warum“. Straton nimmt damit zentrale Eigenschaften des modernen Wissenschaftsverständnisses vorweg. Die Naturforscher des 17. und 18. Jahrhunderts, die eine von Metaphysik befreite Wissenschaft vertraten, wurden daher „Stratoniker“ genannt.
Ingeborg Hammer-Jensen und Léon Robin vermuten Straton als Autor des vierten Buchs der Meteorologica und bezweifeln Aristoteles’ Urheberschaft. Im Gegensatz zu den ersten drei Büchern, die vorwiegend meteorologische und geologische Phänome behandeln, befasst es sich mit Grundsatzfragen der Chemie. Aufgrund der Darstellungsweise könnte es sich um ein Jugendwerk Stratons handeln.

## Ausgaben
- Fritz Wehrli (Hrsg.): Straton von Lampsakos (= Die Schule des Aristoteles. Texte und Kommentar. Heft 5). 2. Auflage, Schwabe Verlag, Basel 1969.
- Marie-Laurence Desclos, William W. Fortenbaugh: Strato of Lampsacus. Text, translation, and discussion (= Rutgers University studies in classical humanities. Band 16). Transaction Publishers, New Brunswick (NJ) 2011, ISBN 978-1-4128-1127-9.